# 佐伯栄一
佐伯 栄一／Eiichi Saeki（さえき えいいち、1981年12月10日 - ）は、日本の作曲家、編曲家、DJ、音楽プロデューサー、音楽監督。
The PBJとしてのアーティスト活動のほか、音楽プロダクションUnited Code Limitedとして活動。また、総合格闘技RIZINのテーマ曲をはじめとして、テレビ、映画、舞台などのサウンドトラック、イベントなどの楽曲を手がける作曲家としても活動。United Code Limited,スコップ・ミュージック所属。神奈川県出身。

## 略歴

### 佐伯 栄一 / Eiichi Saeki
2006年、単身渡英し音楽活動を本格的に開始、海外でのフィルムワーク、ファッションショーなどの音楽を担当。
SHISEIDO IBUKI( アメリカ、ヨーロッパ) などのTVCM や日本テレビ開局60周年舞台/映画「真田十勇士」の音楽、
PlayStation Award2012、総合格闘技RIZIN、HITOSHI MATSUMOTO presents 「ドキュメンタル」、表参道ヒルズのクリスマスなどの音楽を担当。
2016年にはノンバーバルの舞台「Infinity」と「GIFT」の音楽監督、アジア最大のファッションショー「Tmall Collection」の音楽監督、台湾映画「化劫」の音楽を担当。
またメジャーアーティストへの楽曲提供、アレンジ、音楽プロダクションUnited Code Limitedでの活動やアーティスト名義のThe PBJとしての活動など最先端のトラックメイカーとして日本、そして世界を視野に様々な活動に手を伸ばしている。
最近では多様なスタイルのオファーも多く、積極的に活動の場を広げている。

### The PBJ
数多くの商業音楽制作をこなしたなかで、楽曲の分析を得意とし新たに独自のプログラムへと昇華する頭脳派アーティスト。
2006年ロンドン在住時に楽曲制作をスタートしたデビュー作がiTunesのエレクトロニカ部門でトップ10入りを果たす。
2010年には屋内最大のダンスミュージックフェス「WIRE10」にニューカマーステージに700組の中から選ばれ出演を果たす。
The Prodigyのプロデューサー「Neil McLellan」に認められプロデュースの話も持ちかけられたほど実力は折り紙つき。
日本人離れしたリズムと音色センスで、ダブステップ/ハウス/ニューウェイヴ/エレクトロ/ブレイクビーツなど様々なダンスミュージックのアップデートを続け、美メロのボーカルチューンも絶妙に織り交ぜるスタイルは、 いち早く世界のEDMシーンと呼応し、世界へ誇る国産EDMとして風穴を空ける 3rd アルバムをリリース。
3rdアルバム『Luminosity Abundance』はiTunes Storeダンスチャートで2位、総合チャートで11位にランクイン

### United Code Limited
ユナイテッドコードは、音楽を中心とした広告戦略から音楽制作まで、幅広いビジネス分野に革新的なアイディアを取り入れ新しい価値観を創造するクリエイター集団。
代表として様々な音楽ビジネスを展開中。

## 作品

### イベント
- PlayStation® Awards 2012（2012年）
  - オープニング音楽 / BGM / サウンドエフェクト (作曲/編曲)
- ソニー合同イベント 「Touch Your Future2012」 （2012年）
  - 音楽監督/音楽 (作曲/編曲) / サウンドエフェクト
- リクルート 第４期 リクルートTOPパートナーキックオフミーティング（2013年）
  - 音楽 (作曲/編曲)
- ASOBISYSTEM 5th Anniversary（2013年）
  - オープニング音楽 / BGM(作曲/編曲)
- クリスピー・クリーム・ドーナツスペシャルイベント（2013年）
  - SE音楽 (作曲/編曲) / サウンドエフェクト
- KAWAii!! MATSURi 2013（2013年）　
  - オープニング音楽 (作曲/編曲)
- ソニー合同イベント”Touch Your Future2013″（2013年）　
  - 音楽監督/音楽 (作曲/編曲)  / サウンドエフェクト
- リクルート クリスマスミーティング（2013年）　
  - 音楽 (作曲/編曲)
- モンスターエナジー MONSTER ENERGY Presents「Ken Block’s Nagoya Experience with D1GP」（2014年）　
  - オープニング音楽 / 音楽(作曲/編曲)
- BOSE BOSE IMPACT2014（2014年）　
  - オープニング音楽 (作曲/編曲)
- 東京ゲームショウ2014 「SAMSUNG 」ブース（2014年）　
  - SHOW音楽 (作曲/編曲)
- もしもしにっぽんフェスティバル 2014（2014年）　
  - 音楽監督 / オープニング音楽 / オープニングショー / サウンドエフェクト / BGM (作曲/編曲)  選曲 / サウンドエディット
- 市川市 市政80周年記念プロジェクションマッピング「RAY ROAD」（2014年）　
  - サウンドプロデュース / BGM(作曲/編曲) / サウンドエフェクト
- 玉川高島屋S・C 「たまがわ妖怪展」 （2015年）
  - テーマソング (作曲/編曲)
- 伊勢丹 新宿店ショーウィンドウ「涼」 （2015年）
  - 音楽 (作曲/編曲)
- 3×3.EXE （2015年）
  - テーマソング (作曲/編曲)
- 神奈川県庁 プロジェクションマッピング「MIRAIE」 （2015年）
  - 音楽 (作曲/編曲)
- NEC LaVie 新製品発表会 （2015年）
  - オープニング音楽 (作曲/編曲)
- もしもしにっぽんフェスティバル 2015（2015年）　
  - 音楽監督 / オープニング音楽 / オープニングショー / サウンドエフェクト (作曲/編曲)
- RIZIN FIGHTING WORLD GRAND-PRIX 2015 さいたま3DAYS（2015年）　
  - 音楽監督 / テーマ音楽 / 音楽 (作曲/編曲) / 選曲 / 音編 / サウンドエフェクト
- LIVE SDD 2016／SDD～STOP! DRUNK DRIVING PROJECT 飲酒運転防止プロジェクト（2016年）　
  - イベント音楽(作曲/編曲)
- 東京プリンスホテル プロジェクションマッピング REBORN 2017 ~また来年桜の咲くころに~（2016年） 
  - 音楽 (作曲/編曲) / サウンドエフェクト
- トップ Presents RIZIN.1（2016年）　
  - 音楽監督 / テーマ音楽 / 音楽 (作曲/編曲) / 選曲 / 音編 / サウンドエフェクト
- KOSE 70周年記念イベント（2016年）　
  - 70周年メモリアル音楽 / BGM / サウンドエフェクト(作曲/編曲)
- Cygames presents RIZIN FIGHTING WORLD GRAND-PRIX 2016　無差別級トーナメント 開幕戦（2016年）　
  - 音楽監督 / テーマ音楽 / 音楽 (作曲/編曲) / 選曲 / 音編 / サウンドエフェクト
- 天猫双11全球潮流盛典2016/TMALL COLLECTION2016（2016年）　
  - 音楽監督 / テーマ音楽 / 音楽 (作曲/編曲) / 選曲 / 音編 / サウンドエフェクト
- 表参道ヒルズ CHRISTMAS 2016（2016年）　
  - 音楽 (作曲/編曲) / サウンドエフェクト
- もしもしにっぽんフェスティバル 2016（2016年）　
  - オープニングショー音楽監督 / オープニングショー (作曲/編曲)
- Cygames presents RIZIN FIGHTING WORLD GRAND-PRIX 2016 無差別級トーナメント 2nd ROUND（2016年） 
  - 音楽監督 / テーマ音楽 / 音楽 (作曲/編曲) / 選曲 / 音編 / サウンドエフェクト
- Cygames presents RIZIN FIGHTING WORLD GRAND-PRIX 2016 無差別級トーナメント FINAL ROUND（2016年） 
  - 音楽監督 / テーマ音楽 / 音楽 (作曲/編曲) / 選曲 / 音編 / サウンドエフェクト
- LIVE SDD 2017／SDD～STOP! DRUNK DRIVING PROJECT 飲酒運転防止プロジェクト（2017年）　
  - イベント音楽 (作曲/編曲)
- This is NIPPON プレミアムシアター 初音ミク × 鼓童 スペシャルライブ（2017年）　
  - 音楽監修
- 東京プリンスホテル プロジェクションマッピング REBORN 2017（2017年） 
  - 音楽 (作曲/編曲) / サウンドエフェクト
- RIZIN 2017 in YOKOHAMA -SAKURA-（2017年） 
  - 音楽監督 / テーマ音楽 / 音楽 (作曲/編曲) / 選曲 / 音編 / サウンドエフェクト
- 3×3 PREMIER.EXE 2017（2017年） 
  - 音楽 (作曲/編曲)
- 2017 FIBA 3×3 World Tour Utsunomiya Masters（2017年） 
  - 音楽 (作曲/編曲)
- RIZIN FIGHTING WORLD GRAND-PRIX 2017 1st ROUND -夏の陣-（2017年） 
  - 音楽監督 / テーマ音楽 / 音楽 (作曲/編曲) / 選曲 / 音編 / サウンドエフェクト
- RIZIN FIGHTING WORLD GRAND-PRIX 2017 1st ROUND -秋の陣-（2017年） 
  - 音楽監督 / テーマ音楽 / 音楽 (作曲/編曲) / 選曲 / 音編 / サウンドエフェクト
- 天猫双11全球潮流盛典2017/TMALL COLLECTION2017（2017年）　
  - 音楽監督 / テーマ音楽 / 音楽 (作曲/編曲) / 選曲 / 音編 / サウンドエフェクト
- Kyoto Nippon Festival 2017（2017年）
  - テーマソング(作曲/編曲)
- BIG-MONSTER（2017年）
  - 音楽監督 / 選曲 / 音編 / サウンドエフェクト
- 第５回全国小中学校リズムダンスふれあいコンクール（2017年）
  - オープニング映像音楽/学校紹介映像音楽/アーティスト映像音楽(作曲/編曲)
- RIZIN FIGHTING WORLD GRAND-PRIX 2017 2nd ROUND（2017年） 
  - 音楽監督 / テーマ音楽 / 音楽 (作曲/編曲) / 選曲 / 音編 / サウンドエフェクト
- RIZIN FIGHTING WORLD GRAND-PRIX 2017 Final ROUND（2017年） 
  - 音楽監督 / テーマ音楽 / 音楽 (作曲/編曲) / 選曲 / 音編 / サウンドエフェクト
- B.LEAGUE ALL-STAR GAME 2018 KUMAMOTO（2018年）
  - オープニング映像(作曲/編曲)
- Disney Wedding Dress Collection by Kuraudia（2018年）
  - 音楽監修
- B.LEAGUE AWARD SHOW 2017-18（2018年）
  - 音楽(作曲/編曲) ※一部共作
- 3×3.EXE PREMIER2018（2018年）
  - オープニング音楽(共作曲/編曲)
- 2018 FIBA 3×3 World Tour Utsunomiya Masters（2018年） 
  - 音楽 (作曲/編曲)
- 天猫双11全球潮流盛典2018/TMALL COLLECTION2018（2018年）
  - 音楽監督 / テーマ音楽 / 音楽 (作曲/編曲) / 選曲 / 音編 / サウンドエフェクト
- FUKUOKA MUSIC FES（2019年）
  - オープニング映像(作曲/編曲)
- Sweet Power Special Event “colors”（2019年）
  - 音楽 (作曲/編曲) / 選曲 / 音編 / サウンドエフェクト
- Kenshi Okada Special Event “colors”（2019年）
  - 音楽 (作曲/編曲) / 選曲 / 音編 / サウンドエフェクト
- FIBA 3×3 World Tour Utsunomiya Masters Final 2019（2019年）
  - 音楽 (作曲/編曲)
- 24時間ではしりぬける物理(公式テーマソング)（2020年）
  - 音楽 (作曲/編曲)
- DEAF RAVE FESTIVAL 2020（2020年）
  - Globalizm ダンス映像音楽(作曲/編曲)
- B.LEAGUE 2020-2021（2020年）
  - ゲーム使用音楽(作曲/編曲)(作曲/編曲)
- Sound AR™「旅まふ」（2021年）
  - サウンドデザイン
- DEAF RAVE FESTIVAL 2021（2021年）
  - Globalizm ダンス映像音楽(作曲/編曲)
- YOASOBI SOUND WALK（2021年）
  - 音楽 (作曲/編曲)
- LiSA SOUND WALK TOUR（2021年）
  - イベント音楽(作曲/編曲) / サウンドエフェクト
- Locatone ツアーズチュートリアル （2022年）
  - 音楽 (作曲/編曲)
- Locatone 成田“音”歌舞伎 （2022年）
  - イベント音楽 (作曲/編曲) / サウンドエフェクト
- 夜学/Naked Singularities3 （2023年）
  - イベント音楽 (作曲/編曲) / 演出
- BAKU HANTAM CHAMPIONSHIP（2023年） 
  - テーマ音楽 (作曲/編曲)
- PEACH C（2023年） 
  - SHOW音楽(選曲)
- 東京ゲームショウ 2023「CROOZ Blockchain Lab/gumi」（2023年） 
  - SHOW音楽(作曲/編曲)
- 東京コミコン2023「SAKURA PHOENIX スペシャル・ステージ」（2023年） 
  - SHOW音楽(作曲/編曲)
- LIMISA NAKAGUSUKU （2025年）
  - イベント音楽 (作曲/編曲) / サウンドエフェクト
- EXPO 2025 大阪・関西万博-イオンモールプロジェクションマッピング（2025年）
  - イベント音楽 (共作曲/共編曲) / サウンドエフェクト

### CM ・ CF
- PlayStation Vita 「ようこそ！PS Vitaゲーム天国」（2012年）
  - 音楽 (作曲/編曲) / サウンドエフェクト
- carrozzeria カーナビゲーション「Cyber Navi」（2012年）
  - ラジオCM音楽 (作曲/編曲)
- 宝酒造 Carina（カリナ）-果莉那-（2013年）
  - ウェブCM (作曲/編曲)
- バンダイ データカードダス「仮面ライダーバトル ガンバライド」（2013年）
  - 音楽 (作曲/編曲)
- TOKAI 「うるのん」（2013年）
  - サウンドロゴ (作曲)
- ASOBISYSTEM アルバム「ASOBITUNES」Teaser（2013年）
  - Teaser(DJミックス)
- SHISEIDO 「IBUKI」（2013年）
  - 音楽 (作曲/編曲)
- morio From LONDON 「Letter from London 2013」（2013年）
  - 音楽 (作曲/編曲)
- ソニーグループスペシャル映像 「Opening」（2013年）
  - 音楽 (作曲/編曲)
- アイメトリクス EYEMETRICS2014年CM（2014年）
  - 音楽 (作曲/共編曲)
- Lenovo YOGA TABLET（2014年）
  - 音楽 (作曲/共編曲)
- カプコン モンスターハンターフロンティアG スペシャル映像（2014年）
  - サウンドエディット / サウンドエフェクト
- morio From LONDON 「Letter from London 2014」（2014年）
  - 音楽 (作曲/編曲)
- 一番くじ TIGER & BUNNY -The Rising-×RASCAL （2015年）
  - 音楽 (作曲/編曲) / サウンドエフェクト
- MITSUBISHI MOTORS eKカスタム 「未来工場編」（2015年） 
  - 音楽 (作曲/編曲)
- 佐藤製薬 バイエルアスピリン「オトコの夢実現研究所」（2016年）
  - SE音楽 (作曲/編曲) / サウンドエフェクト / ミックス / マスタリング
- SONY AROMASTIC（2016年）
  - 音楽 (作曲/編曲)
- 蝶矢シャツ PITTI IMMAGINE UOMO / SALA DELLE NAZIONI NO.22 「CHOYA SHIRT」（2017年）
  - 音楽 (作曲/編曲)
- IKIJI PITTI IMMAGINE UOMO 92 「IKIJI」映像（2017年）
  - 音楽 (作曲/編曲)
- G-SHOCK 35th Anniversary Movie(2017年)
  - 音楽 (作曲/編曲)
- ONE PIECE/秋の１時間スペシャルPV第3弾(2017年)
  - 音楽 (作曲/編曲)
- AKRacing公式PV – RIZIN 営業3課(2017年)
  - 音楽 (作曲/編曲)
- Miller Genuine Draft Launch Party(2018年)
  - 音楽 (作曲/編曲)
- Amadeus Code(2019年)
  - 音楽 (作曲/編曲)
- 本間ゴルフ × GOD T WORLDコンセプトムービー(2019年)
  - 音楽 (作曲/編曲)
- NINJA GAMESアフタームービー(2020年)
  - 音楽 (作曲/編曲)
- 動くのか？ガンダム 夢への挑戦！│ 第9話(2020年)
  - 音楽 (作曲/編曲)
- KONAMI『Ｊリーグクラブチャンピオンシップ』2020(2020年)
  - 音楽 (作曲/編曲)
- ANTCICADA(2020年)
  - 音楽 (作曲/編曲)
- Mandatory Provident Fund(2020年)
  - 音楽 (作曲/編曲)
- Uber Eats(2022年)
  - 音楽 (作曲/編曲)
- KONAMI eFootball™ 2022 Official Dream Team Trailer(2022年)
  - サウンドエディット/サウンドエフェクト
- THE FACTORY TOKYO ×日本盛 逢いたくてたまらない(2023年)
  - 音楽 (作曲/編曲)

### TV ・ RADIO
- スカイパーフェクトTV 「Jリーグアフターゲームショー2011」（2011年）
  - ハイライトシーン音楽 (作曲/編曲)
- 東京MX 東京女神コレクション アンナの美Viスタッ（2013年）
  - オープニング音楽 (作曲/編曲)
- 東京MX ドラマ「男子ing」（2013年）
  - 音楽 (作曲/編曲)
- 東京MX さらば青春の光 ふぁいなる（2013年）
  - オープニング音楽 (作曲/編曲)
- ASOBISYSTEM HARAJUKU KAWAii!! TV（2013年）
  - オープニング音楽 / サウンドロゴ (作曲/編曲)
- 琉球放送 OKiNAWA KAWAii!! Channel（2014年）
  - オープニング音楽 / サウンドロゴ (作曲/編曲)
- HITOSHI MATSUMOTO presents ドキュメンタル（2016年）
  - 音楽 (作曲/編曲)
- テレビ朝日 サウンドグルメ 音飯（2017年）
  - 出演,音楽(作曲/編曲)
- HITOSHI MATSUMOTO presents ドキュメンタル2（2017年）
  - 音楽 (作曲/編曲)
- 野性爆弾のザ・ワールド チャネリング（2017年）
  - 音楽 (作曲/編曲)
- HITOSHI MATSUMOTO presents ドキュメンタル3（2017年）
  - 音楽 (作曲/編曲)
- THE FACTORY TOKYO（2017年）
  - オープニング曲&エンディング曲(作曲/編曲)
- HITOSHI MATSUMOTO presents ドキュメンタル4（2017年）
  - 音楽 (作曲/編曲)
- HITOSHI MATSUMOTO presents ドキュメンタル5（2018年）
  - 音楽 (作曲/編曲)
- AnisongParadeTV（2018年）
  - オープニング曲&サウンドロゴ(作曲/編曲)
- JO1のオールナイトニッポンX(クロス)（2023年）
  - エンディング音楽(作曲/アレンジ)
- テレビアニメ JOCHUM(ジェオチャム)（2024年）
  - 音楽制作プロデュース

### 映画・ショートムービー
- Fabio Bordone 「Doll」（2007年）
  - 音楽 (作曲/編曲)
- 映画「真田十勇士」（2016年）
  - 音楽(共作曲/アレンジ) ※一部の楽曲
- 映画 「化劫」（2023年）
  - 音楽 (作曲/編曲)
- 映画 「The Ritual」（2024年）
  - 音楽 (作曲/編曲)

### 舞台
- 日本テレビ 開局６０周年特別舞台「真田十勇士」（2014年） 
  - テーマソング (共作曲/アレンジ)
- TKO 木本武宏 「嘘は検索できません」（2014年） 
  - 音楽 (作曲/編曲)
- TKO 木本武宏 「うっぷん」（2015年） 
  - テーマソング (共作曲/アレンジ)
- David J. PRODUCTION presents 「INFINITY」（2016年） 
  - 音楽監督
- David J. PRODUCTION presents 「GIFT」（2016年） 
  - 音楽監督
- SFF Vol.3「3D欲求」（2017年） 
  - テーマソング (作曲/アレンジ)
- 舞台「THE FACTORY」（2017年）
  - 尺八奏者 辻本好美パート曲(アレンジ)
- 舞台「THE FACTORY」大阪公演（2017年）
  - 音楽(作曲/編曲)
- 舞台「THE FACTORY」渋谷公演（2018年）
  - 音楽(作曲/編曲) ※一部の楽曲
- 泊まれる演劇 In Your Room『ANOTHER DOOR -ホーリーシーズン-』（2020年）
  - エンディング音楽(作曲/編曲)

### ライブ・ツアー
- きゃりーぱみゅぱみゅ「100%KPP WORLD TOUR 2013」（2013年） 
  - オープニング映像音楽 (作曲/編曲) / サウンドエフェクト
- シクラメン 「シクラツアー2013 魂のサーブサブサーブ〜全国合同夏合宿〜」（2013年） 
  - オープニング (作曲/編曲)
- David J. PRODUCTION presents 「INFINITY 岡山」（2016年） 
  - 音楽監督

### ゲーム
- バンダイナムコ アーケード音ゲーム「Synchronica」（2014年） 
  - Hear Me Out feat.immi (共作曲/編曲)
- バンダイナムコ アーケード音ゲーム「Synchronica」（2016年） 
  - Last Call feat.immi (共作曲/編曲)

### その他
- 相鉄 JOINUS&The Diamond（2013年） 
  - サウンドロゴ / 館内アナウンス音楽 / テーマ曲 (作曲/編曲)
- 東京ドームシティ 宇宙ミュージアムTenQシアター宙（2015年） 
  - 音楽 (作曲/編曲)
- 相鉄JOINUS（2015年） 
  - サウンドロゴ / 館内アナウンス音楽 / テーマ曲 (作曲/編曲)
- 三和シヤッター（2017年） 
  - 本社ショールーム メモリアル音楽 (作曲/編曲)
- B.LEAGUE富山グラウジーズ（2017年）
  - ホームゲームオープニング音楽(作曲/編曲)
- 富士急ハイランドアトラクション絶望要塞3（2018年） 
  - 音楽 (作曲/編曲)
- 慶應義塾大学「アナログ・アナクロ・アナロジー」（2020年） 
  - 講義-講義タイトル：「デジタル的な芸術思考とアナログ的な芸術思考」
- 香港電影作曲家協會「香港原創電影音樂大師班」說明会（2022年） 
  - 講義-香港原創電影音樂大師班
- 愛知県児童総合センター「プロジェクションマッピング」（2023年） 
  - プロジェクションマッピング曲 (共作曲/共編曲)
- DXTEEN Single「First Flight」（2023年） 
  - 初回限定盤A,B収録音楽 (作曲/アレンジ)
- INI Single「TAG ME」（2023年） 
  - 初回限定盤A,B収録音楽 (作曲/アレンジ)
- FREAK’S MOVIE（2023年） 
  - サウンドロゴ (作曲/編曲)
- 東北新社Show Reel（2023年） 
  - 音楽 (作曲/編曲)
- マルハン（2023年） 
  - テーマソング「Power of 7」 (作曲/編曲)

### CD ・ DVD/Blu-ray ・ 配信
| リリース日     | 曲名 | 収録された作品                                                                        |                                                                                      |
| 2010年12月     | | DDD HOUSE WORKOUT Vol.4 “Dance”(DVD)                                                  | 作曲/編曲                                                                            |
| 2011年6月      | | DDD HOUSE WORKOUT Vol.5 “Feel of Pain”(DVD)                                           | 作曲/編曲                                                                            |
| 2011年6月30日  | | TAKAHIRO 「The Story of Electric City」(DVD)                                          | オープニング音楽 / エンディング音楽 / 音楽 (作曲/編曲) サウンドエフェクト / 音楽監督 |
| 2013年10月16日 | DAY by DAY（LCA Remix） | ファンタジスタドール 「Character Song !! vol.3」(CD)                                  | リミックス                                                                           |
| 2013年11月20日 | 「強い絆」（Vo:カティア（CV:徳井青空）＆鵜野みこ（CV:山岡ゆり）） 「サバやだ！チョコプリーズっ！」（Vo:カティア（CV:徳井青空）） | ファンタジスタドール 「Character Song !! vol.4」(CD)                                  | 共作編曲                                                                             |
| 2013年11月20日 | オープニング | シクラメン 「シクラツアー2013 魂のサーブサブサーブ〜全国合同夏合宿〜」(DVD)           | 作曲/編曲                                                                            |
| 2013年12月25日 | ワルキューレの伝説(LCA Remix) | ハイスコアガール(5) 初回限定特装版 「ナムコ」アレンジミュージックCD付き(CD付きブック) | 共リミックス                                                                         |
| 2014年6月25日  | MUSIC TRIBE | Lugz&Jera3rd Mini Album「LUGZ&JERA.III」(CD)                                          | サウンドプロデュース/アレンジ                                                        |
| 2014年12月19日 | アンラッキーガール | むすびズム                                                                            | 共作編曲                                                                             |
| 2015年2月4日   | 東京国歌 | ZIGHT feat DABO,HIBIKILLA.DEMI(N.C.C)(配信)                                           | 共作曲/編曲                                                                          |
| 2015年4月22日  | MUSIC TRIBE | Lugz&JeraBest Album「LUGZ&JERA THE BEST」(CD)                                         | サウンドプロデュース/アレンジ                                                        |
| 2016年8月26日  | 愛は勝つ / KAN それが大事 / 大事MANブラザーズバンド                                                                              | トヨタ ESQUIRE特別CD「Be ESQUIRE.俺の応援歌」(CD)                                     | リズムアレンジ                                                                       |
| 2015年9月20日  | Last Call feat.immi Hear Me Out feat.immi                                                                                        | バンダイナムコ シンクロニカ オリジナルサウンドトラック(CD)                            | 共作曲/編曲                                                                          |
| 2016年9月21日  | MAIN THEME -RUINED ver.- | 映画『真田十勇士』オリジナル・サウンドトラック(CD)                                    | 共作曲/編曲                                                                          |
| 2016年9月21日  | テーマソング | 日本テレビ 開局６０周年特別舞台「真田十勇士」(Blu-ray＆DVD)                           | 共作曲/編曲                                                                          |
| 2016年11月2日  | I will | 田口淳之介「「HERO」【通常盤】」                                                      | 編曲                                                                                 |
| 2016年11月2日  | HERO (ALLESBLOOD REMIX) | 田口淳之介「「HERO」【初回限定盤A】」                                                 | リミックス                                                                           |
| 2017年3月15日  | MAIN THEME -RUINED ver.- | 映画『真田十勇士』(Blu-ray＆DVD)                                                      | 共作曲/編曲                                                                          |
| 2017年4月5日   | Stay the Night | Lugz&Jera1st Full Album「Sing For Love」(CD)                                          | サウンドプロデュース/アレンジ                                                        |
| 2018年2月14日  | Song for you | 100%Japan 3rd Single「Song for you」(CD)                                              | 作曲/編曲/サウンドプロデュース                                                       |
| 2018年4月24日  | ThrowBack | Lugz&Jera「ThrowBack」(CD)                                                            | 作曲/編曲/サウンドプロデュース                                                       |
| 2018年5月30日  | スーパーポジティブ feat. J-CROWN from 1 FINGER (RYO solo)                                                                        | ケツメイシSingle「カンパイの唄」(CD)                                                  | アディショナルアレンジ                                                               |
| 2018年7月20日  | SummerTimeDreamin’ | Lugz&Jera「SummerTimeDreamin’」(CD)                                                   | 作曲/編曲/サウンドプロデュース                                                       |
| 2018年8月15日  | Pink Lemonade | LEO,CIMBA,Lugz&Jera「Pink Lemonade」(配信)                                            | 作曲/編曲/サウンドプロデュース                                                       |
| 2018年9月30日  | ストレリチア | 荒巻勇仁 Digital Single「ストレリチア」(配信)                                         | 作曲/編曲/サウンドプロデュース                                                       |
| 2018年10月21日 | YOU | Lugz&Jera Single「YOU \| c/w HEAVEN-2018-remix-」(配信)                               | 作曲/編曲/サウンドプロデュース                                                       |
| 2018年11月3日  | STARSHINE | 津村友華 Album 「crossover」(CD)                                                      | サウンドプロデュース/アレンジ                                                        |
| 2018年12月22日 | White Snow Town | Lugz&Jera Single「White Snow Town \| c/w 世界でたった一人の君に」(配信)               | 作曲/編曲/サウンドプロデュース                                                       |
| 2020年3月25日  | 今夜は月が見えません | WAVE Single「今夜は月が見えません / Ties of love」(配信)                              | 作曲/編曲/サウンドプロデュース                                                       |
| 2020年10月7日  | Fly high | TripleX Single「Fly high」(配信)                                                      | 作曲/編曲/サウンドプロデュース                                                       |
| 2020年10月14日 | The Light | Lugz&Jera Single「The Light」(配信)                                                   | 作曲/編曲/サウンドプロデュース                                                       |
| 2021年3月24日  | CUZ/UP&DOWN/ALWAYS | mushream Single「GENESIS」(配信)                                                      | 作曲/編曲/サウンドプロデュース                                                       |
| 2021年9月7日   | Drip | 鈴木亜美 「Drip」(YouTube限定)                                                        | 作曲/編曲/サウンドプロデュース                                                       |
| 2022年7月7日   | 語(ことば) | ERROR Single「語(ことば)」(配信)                                                      | 共作曲/編曲                                                                          |
| 2022年8月31日  | すきぴへ。 (feat. 加藤紗里 ) | 霜月るな Single「すきぴへ。 (feat. 加藤紗里 )」(配信)                                 | 作曲/編曲/サウンドプロデュース                                                       |
| 2022年12月16日 | どうか | YUYA NAKAGAWA Single「どうか」(配信)                                                  | 作曲/編曲/サウンドプロデュース                                                       |
| 2023年2月1日   | Blue Skies | Leela Mela Single「Blue Skies」(配信)                                                 | 作曲/編曲/サウンドプロデュース                                                       |
| 2023年8月14日  | SATORUへ。 | 霜月るな Single「SATORUへ。」(配信)                                                   | 作曲/編曲/サウンドプロデュース                                                       |
| 2023年10月3日  | VACATION! | 手束真知子 Single「VACATION!」(YouTube限定)                                           | 作曲/編曲/サウンドプロデュース                                                       |
| 2023年12月20日 | Drip | 鈴木亜美 Album「2SA ～Ami Suzuki 25th Anniversary BOX～」                             | 作曲/編曲/サウンドプロデュース                                                       |
| 2024年7月1日   | 花、暖かく | 岩橋玄樹 Single「花、暖かく」                                                         | 編曲                                                                                 |
| 2024年8月29日  | いつか | 杉本雄治 Album「Wandering」                                                           | 編曲                                                                                 |

## ディスコグラフィ

### 「Eiichi Saeki(The PBJ)」名義

#### シングル
|     | リリース日     | タイトル                    |
| 1st | 2024年4月1日   | Timeless                    |
| 2nd | 2024年6月17日  | Awakening Dawn              |
| 3rd | 2024年12月21日 | Silhouette Steel            |
| 4th | 2024年12月21日 | Where you are               |
| 5th | 2024年12月21日 | The King of the cyber world |

#### アルバム
|     | リリース日     | タイトル                                 |
| 1st | 2016年9月25日  | RIZIN EP 0925 Limited Edition            |
| 2nd | 2016年12月29日 | RIZIN Compiled by Eiichi Saeki (The PBJ) |

### 「The PBJ」名義

#### シングル
|     | リリース日     | タイトル    |
| 1st | 2011年3月23日  | Expanded EP |
| 2nd | 2011年8月17日  | Mercury EP  |
| 3rd | 2011年10月19日 | Venus EP    |
| 4th | 2020年10月29日 | Odyssey     |

#### ミニアルバム
|     | リリース日   | タイトル               |
| 1st | 2010年7月7日 | BAILE!FutLucha×The PBJ |

#### アルバム
|     | リリース日    | タイトル                             |
| 1st | 2008年3月6日  | The Beat Can Damage Your Destination |
| 2nd | 2009年7月7日  | Justice Strikes Back                 |
| 3rd | 2011年4月6日  | DAZZLING                             |
| 4th | 2015年10月7日 | Luminosity Abundance                 |

### リミックス
| リリース日    | 曲名                          | 収録された作品                                |
| 2008年8月20日 | crazy -the pbj remix          | 80 pan「DISCO BABY -remix battle」            |
| 2013年4月1日  | Exploits (The PBJ Remix)      | GUMGIMMIC MASSIVE UNIT「REMIXES」             |
| 2016年3月11日 | Longest Night (The PBJ Remix) | Silky Voice「Longest Night – Future Remixes」 |